# Ботанічна (станція метро, Єкатеринбург)
56°47′52″ пн. ш. 60°37′51″ сх. д. / 56.79778° пн. ш. 60.63083° сх. д.
«Ботанічна» — станція Єкатеринбурзького метрополітену. Кінцева станція 1-ї лінії, розташована після станції «Чкалівська».
Станція відкрита 28 листопада 2011 у складі пускової дільниці «Геологічна» — «Ботанічна».

## Технічна характеристика
Конструкція станції — колонна трипрогінна мілкого закладення (глибина закладення — 12 м).
Крок колон — 6 метрів. Міжколійна відстань — 12,9 м.

## Вестибюлі
Два підземні вестибюлі з'єднуються з пасажирською платформою двомаршевими сходами висотою підйому по 3,36 м. Південний підземний вестибюль суміщений з протяжним підземним пішохідним переходом, який має 7 наземних входів. 2 входи — на південній стороні вул. Шварца, на розі з вул. Крестинського (з обох сторін вул. Крестинського), ще один вхід на північній стороні вул. Шварца (біля будинку № 232 на вул. Белінського). 4 входи на розі вул. Шварца і Белінського (по одному на кожному розі перехрестя) одночасно зі станцією не відкрились через їх неготовність. Вони були відкриті на наступний день — 29 листопада. Передбачено добудову на сходах спеціальних похилих підйомників і пандусів.
Північний вестибюль станції має один вхід — навпроти торгового центру «Дирижабль», з боку вул. Белинського. У перспективі буде прокладений підземний перехід під вул. Фучика, з північної сторони якої буде ще один вхід.

## Колійний розвиток
Станція з колійним розвитком — 6 стрілочних переводів, перехресний з'їзд, 2 станційні колії для обороту та відстою рухомого складу і 2 колії для відстою рухомого складу.

## Оздоблення
В оздоблені станції ключовим елементом є правильні шестикутники, що асоціюються з бджолиними стільниками. Стеля у формі стільників дозволяє вдало приховати всередині них світильники, забезпечивши м'яке і тепле освітлення платформової частини. Світла підлога виконана з керамограніту, колони оздоблені листовим металом.

## Ресурси Інтернету
- Станція «Ботанічна» на сайті «Метробуд» [Архівовано 5 травня 2014 у Wayback Machine.](рос.)
- Станція «Ботанічна» на сайті «Світ метро» [Архівовано 5 травня 2014 у Wayback Machine.](рос.)
- Фотографії станцій «Чкаловська» і «Ботанічна» (Gelio) [Архівовано 20 січня 2012 у Wayback Machine.](рос.)